# Premier League 2015/16
Het seizoen 2015/16 van de Premier League was het 24e seizoen van de hoogste Engelse voetbalcompetitie sinds het oprichten van de Premier League in 1992. Chelsea was de titelhouder. Op 2 mei 2016 kroonde Leicester City zich voor de eerste maal in haar geschiedenis tot kampioen van Engeland, na een 2-2 gelijkspel tussen uittredend kampioen Chelsea en eerste achtervolger Tottenham Hotspur.

## Teams
Aan de competitie deden 20 teams mee. Hull City, Burnley en Queens Park Rangers degradeerden in het seizoen 2014/2015 naar de Football League Championship. Bournemouth werd in het seizoen 2014/2015 kampioen van de Championship, Watford eindigde als runner-up, en Norwich City won de finale van de play-offs; deze drie clubs promoveerden naar de Premier League. De volgende teams waren tijdens het seizoen 2015/2016 ingedeeld in de Premier League:
| Club                 | Plaats              | Stadion            | Cap    | Trainer                                      | shirtsponsor | hoofdsponsor       |
| -------------------- | ------------------- | ------------------ | ------ | -------------------------------------------- | ------------ | ------------------ |
| AFC Bournemouth      | Bournemouth         | Dean Court         | 12.000 | Eddie Howe                                   | Fila         | Mansion            |
| Arsenal              | Londen              | Emirates Stadium   | 60.361 | Arsène Wenger                                | Puma         | Fly Emirates       |
| Aston Villa          | Birmingham          | Villa Park         | 42.682 | Eric Black (interim)                         | Macron       | Intuit QuickBooks  |
| Crystal Palace       | Londen              | Selhurst Park      | 26.225 | Alan Pardew                                  | Macron       | Mansion            |
| Chelsea              | Londen              | Stamford Bridge    | 42.449 | Guus Hiddink (interim)                       | Adidas       | Yokohama           |
| Everton              | Liverpool           | Goodison Park      | 40.157 | David Unsworth (interim) Joe Royle (interim) | Umbro        | Chang              |
| Leicester City       | Leicester           | King Power Stadium | 32.262 | Claudio Ranieri                              | Puma         | King Power         |
| Liverpool            | Liverpool           | Anfield            | 45.276 | Jürgen Klopp                                 | New Balance  | Standard Chartered |
| Manchester City      | Manchester          | Etihad Stadium     | 55.097 | Manuel Pellegrini                            | Nike         | Etihad Airways     |
| Manchester United    | Manchester          | Old Trafford       | 75.811 | Louis van Gaal                               | Adidas       | Chevrolet          |
| Newcastle United     | Newcastle upon Tyne | St. James' Park    | 52.405 | Rafael Benítez                               | Puma         | Wonga.com          |
| Norwich City         | Norwich             | Carrow Road        | 27.244 | Alex Neil                                    | Errea        | Aviva              |
| Southampton          | Southampton         | St. Mary's Stadium | 32.689 | Ronald Koeman                                | Adidas       | Veho               |
| Stoke City           | Stoke-on-Trent      | Britannia Stadium  | 27.740 | Mark Hughes                                  | New Balance  | Bet365             |
| Sunderland           | Sunderland          | Stadium of Light   | 48.707 | Sam Allardyce                                | Adidas       | Dafabet            |
| Swansea City         | Swansea             | Liberty Stadium    | 20.520 | Francesco Guidolin                           | Adidas       | GWFX               |
| Tottenham Hotspur    | Londen              | White Hart Lane    | 36.230 | Mauricio Pochettino                          | Under Armour | AIA                |
| Watford              | Watford             | Vicarage Road      | 20.877 | Quique Flores                                | Puma         | 138.com            |
| West Bromwich Albion | West Bromwich       | The Hawthorns      | 26.445 | Tony Pulis                                   | Adidas       | Tlcbet             |
| West Ham United      | Londen              | Upton Park         | 35.647 | Slaven Bilić                                 | Umbro        | Betway             |

### Trainerswissels
| Team             | Vertrekkende manager | Reden van vertrek      | Datum van vertrek | Positie in competitie | Nieuwe manager                               |
| ---------------- | -------------------- | ---------------------- | ----------------- | --------------------- | -------------------------------------------- |
| West Ham United  | Sam Allardyce        | Einde contract         | 24 mei 2015       | Voorbereiding         | Slaven Bilić                                 |
| Watford          | Slaviša Jokanović    | Einde contract         | 5 juni 2015       | Voorbereiding         | Quique Flores                                |
| Newcastle United | John Carver          | Ontslagen              | 9 juni 2015       | Voorbereiding         | Steve McClaren                               |
| Leicester City   | Nigel Pearson        | Ontslagen              | 30 juni 2015      | Voorbereiding         | Claudio Ranieri                              |
| Sunderland       | Dick Advocaat        | Ontslag genomen        | 4 oktober 2015    | 20e                   | Sam Allardyce                                |
| Liverpool        | Brendan Rodgers      | Ontslagen              | 4 oktober 2015    | 10e                   | Jürgen Klopp                                 |
| Aston Villa      | Tim Sherwood         | Ontslagen              | 25 oktober 2015   | 19e                   | Rémi Garde                                   |
| Swansea City     | Gary Monk            | Ontslagen              | 9 december 2015   | 15e                   | Alan Curtis                                  |
| Chelsea          | José Mourinho        | Wederzijdse ontbinding | 17 december 2015  | 16e                   | Guus Hiddink (interim)                       |
| Swansea City     | Alan Curtis          | Einde interim periode  | 18 januari 2016   | 18e                   | Francesco Guidolin                           |
| Newcastle United | Steve McClaren       | Ontslagen              | 11 maart 2016     | 19e                   | Rafael Benítez                               |
| Aston Villa      | Rémi Garde           | Wederzijdse ontbinding | 29 maart 2016     | 20e                   | Eric Black (interim)                         |
| Everton          | Roberto Martínez     | Ontslagen              | 12 mei 2016       | 12e                   | David Unsworth (interim) Joe Royle (interim) |

## Ranglijst

### Eindstand
| Pos | Club                 | Gs | W  | G  | V  | Pnt | Dv | Dt | Ds  |
| --- | -------------------- | -- | -- | -- | -- | --- | -- | -- | --- |
| 1   | Leicester City       | 38 | 23 | 12 | 3  | 81  | 68 | 36 | +32 |
| 2   | Arsenal              | 38 | 20 | 11 | 7  | 71  | 65 | 36 | +29 |
| 3   | Tottenham Hotspur    | 38 | 19 | 13 | 6  | 70  | 69 | 35 | +34 |
| 4   | Manchester City      | 38 | 19 | 9  | 10 | 66  | 71 | 41 | +30 |
| 5   | Manchester United    | 38 | 19 | 9  | 10 | 66  | 49 | 35 | +14 |
| 6   | Southampton          | 38 | 18 | 9  | 11 | 63  | 59 | 41 | +18 |
| 7   | West Ham United      | 38 | 16 | 14 | 8  | 62  | 65 | 51 | +14 |
| 8   | Liverpool            | 38 | 16 | 12 | 10 | 60  | 63 | 50 | +13 |
| 9   | Stoke City           | 38 | 14 | 9  | 15 | 51  | 41 | 55 | –14 |
| 10  | Chelsea              | 38 | 12 | 14 | 12 | 50  | 59 | 53 | +6  |
| 11  | Everton              | 38 | 11 | 14 | 13 | 47  | 59 | 55 | +4  |
| 12  | Swansea City         | 38 | 12 | 11 | 15 | 47  | 42 | 52 | –10 |
| 13  | Watford              | 38 | 12 | 9  | 17 | 45  | 40 | 50 | –10 |
| 14  | West Bromwich Albion | 38 | 10 | 13 | 15 | 43  | 34 | 48 | –14 |
| 15  | Crystal Palace       | 38 | 11 | 9  | 18 | 42  | 39 | 51 | –12 |
| 16  | Bournemouth          | 38 | 11 | 9  | 18 | 42  | 45 | 67 | –22 |
| 17  | Sunderland           | 38 | 9  | 12 | 17 | 39  | 48 | 62 | –14 |
| 18  | Newcastle United     | 38 | 9  | 10 | 19 | 37  | 44 | 65 | –21 |
| 19  | Norwich City         | 38 | 9  | 7  | 22 | 34  | 39 | 67 | –28 |
| 20  | Aston Villa          | 38 | 3  | 8  | 27 | 17  | 27 | 76 | –49 |

### Legenda
| Kleur | Kwalificatie voor Europa League                      |
| ----- | ---------------------------------------------------- |
|       | Groepsfase Champions League                          |
|       | Play-off ronde voor niet-kampioenen Champions League |
|       | Groepsfase Europa League                             |
|       | Winnaar FA Cup, Groepsfase Europa League             |
|       | Derde voorronde Europa League                        |
|       | Degradatie naar Championship                         |

## Statistieken

### Topscorers
| pos | Speler         | Club              | Goal | Wed. | Gescoord met penalty | Gem. |
| --- | -------------- | ----------------- | ---- | ---- | -------------------- | ---- |
| 1.  | Harry Kane     | Tottenham Hotspur | 25   | 38   | 5                    | 0,66 |
| 2.  | Sergio Agüero  | Manchester City   | 24   | 30   | 4                    | 0,80 |
| 2.  | Jamie Vardy    | Leicester City    | 24   | 36   | 5                    | 0,67 |
| 4.  | Romelu Lukaku  | Everton           | 18   | 37   | 1                    | 0,49 |
| 5.  | Riyad Mahrez   | Leicester City    | 17   | 37   | 4                    | 0,46 |
| 6.  | Olivier Giroud | Arsenal           | 16   | 38   | 1                    | 0,42 |
| 7.  | Jermain Defoe  | Sunderland        | 15   | 33   | 1                    | 0,45 |
| 7.  | Odion Ighalo   | Watford           | 15   | 37   | 0                    | 0,41 |
| 9.  | Alexis Sánchez | Arsenal           | 13   | 30   | 0                    | 0,43 |
| 9.  | Troy Deeney    | Watford           | 13   | 38   | 6                    | 0,34 |

### Assists
| pos | Speler            | Club              | Assist | Wed. | Gem. |
| --- | ----------------- | ----------------- | ------ | ---- | ---- |
| 1.  | Mesut Özil        | Arsenal           | 19     | 35   | 0,54 |
| 2.  | Christian Eriksen | Tottenham Hotspur | 13     | 35   | 0,37 |
| 3.  | Dimitri Payet     | West Ham United   | 12     | 30   | 0,40 |
| 3.  | Dušan Tadić       | Southampton       | 12     | 34   | 0,35 |
| 5.  | David Silva       | Manchester City   | 11     | 24   | 0,46 |
| 5.  | James Milner      | Liverpool         | 11     | 28   | 0,39 |
| 5.  | Riyad Mahrez      | Leicester City    | 11     | 37   | 0,30 |
| 8.  | Kevin De Bruyne   | Manchester City   | 9      | 25   | 0,36 |
| 8.  | Dele Alli         | Tottenham Hotspur | 9      | 33   | 0,27 |
| 8.  | Erik Lamela       | Tottenham         | 9      | 34   | 0,26 |

### Hat-tricks
| Speler                | Club              | Tegenstander     | Resultaat | Datum             |
| --------------------- | ----------------- | ---------------- | --------- | ----------------- |
| Callum Wilson         | Bournemouth       | West Ham United  | 4 – 3     | 22 augustus 2015  |
| Steven Naismith       | Everton           | Chelsea          | 3 – 1     | 12 september 2015 |
| Alexis Sánchez        | Arsenal           | Leicester City   | 5 – 2     | 26 september 2015 |
| Sergio Agüero 5       | Manchester City   | Newcastle United | 6 – 1     | 3 oktober 2015    |
| Raheem Sterling       | Manchester City   | Bournemouth      | 5 – 1     | 17 oktober 2015   |
| Georginio Wijnaldum 4 | Newcastle United  | Norwich City     | 6 – 2     | 18 oktober 2015   |
| Harry Kane            | Tottenham Hotspur | Bournemouth      | 5 – 1     | 25 oktober 2015   |
| Arouna Koné           | Everton           | Sunderland       | 6 – 2     | 1 november 2015   |
| Riyad Mahrez          | Leicester City    | Swansea City     | 3 – 0     | 5 december 2015   |
| Jermain Defoe         | Sunderland        | Swansea City     | 4 – 2     | 13 januari 2016   |
| Andy Carroll          | West Ham United   | Arsenal          | 3 – 3     | 9 april 2016      |
| Sergio Agüero         | Manchester City   | Chelsea          | 3 – 0     | 16 april 2016     |
| Sadio Mané            | Southampton       | Manchester City  | 4 – 2     | 1 mei 2016        |
| Olivier Giroud        | Arsenal           | Aston Villa      | 4 – 0     | 15 mei 2016       |

4 Speler scoorde 4 goals 

5 Speler scoorde 5 goals

### Positieverloop per club
| Club         | 1  | 2  | 3  | 4  | 5  | 6  | 7  | 8  | 9  | 10 | 11 | 12 | 13 | 14 | 15 | 16 | 17 | 18 | 19 | 20 | 21 | 22 | 23 | 24 | 25 | 26 | 27 | 28 | 29 | 30 | 31 | 32 | 33 | 34 | 35 | 36 | 37 | 38 |
| ------------ | -- | -- | -- | -- | -- | -- | -- | -- | -- | -- | -- | -- | -- | -- | -- | -- | -- | -- | -- | -- | -- | -- | -- | -- | -- | -- | -- | -- | -- | -- | -- | -- | -- | -- | -- | -- | -- | -- |
| Leicester    | 2  | 2  | 2  | 3  | 2  | 4  | 8  | 5  | 5  | 5  | 3  | 3  | 1  | 2  | 1  | 1  | 1  | 1  | 2  | 2  | 2  | 2  | 1  | 1  | 1  | 1  | 1  | 1  | 1  | 1  | 1  | 1  | 1  | 1  | 1  | 1  | 1  | 1  |
| Arsenal      | 19 | 11 | 9  | 6  | 4  | 5  | 4  | 2  | 2  | 2  | 2  | 2  | 4  | 4  | 2  | 2  | 2  | 2  | 1  | 1  | 1  | 1  | 3  | 4  | 3  | 3  | 3  | 3  | 3  | 3  | 3  | 3  | 3  | 3  | 4  | 3  | 3  | 2  |
| Tottenham    | 14 | 13 | 15 | 16 | 12 | 9  | 6  | 8  | 7  | 6  | 5  | 5  | 5  | 5  | 5  | 5  | 4  | 4  | 4  | 4  | 4  | 4  | 4  | 3  | 2  | 2  | 2  | 2  | 2  | 2  | 2  | 2  | 2  | 2  | 2  | 2  | 2  | 3  |
| Man. City    | 1  | 1  | 1  | 1  | 1  | 1  | 2  | 1  | 1  | 1  | 1  | 1  | 3  | 1  | 3  | 3  | 3  | 3  | 3  | 3  | 3  | 3  | 2  | 2  | 4  | 4  | 4  | 4  | 4  | 4  | 6  | 5  | 4  | 4  | 3  | 4  | 4  | 4  |
| Southampton  | 8  | 16 | 18 | 10 | 11 | 16 | 10 | 9  | 8  | 8  | 7  | 7  | 8  | 10 | 12 | 12 | 12 | 12 | 12 | 13 | 12 | 10 | 8  | 7  | 7  | 6  | 8  | 9  | 9  | 8  | 8  | 8  | 8  | 8  | 8  | 7  | 7  | 5  |
| Man. United  | 5  | 3  | 3  | 5  | 3  | 2  | 1  | 3  | 3  | 4  | 4  | 4  | 2  | 3  | 4  | 4  | 5  | 6  | 6  | 5  | 6  | 5  | 5  | 5  | 5  | 5  | 5  | 5  | 6  | 6  | 5  | 4  | 5  | 5  | 6  | 6  | 5  | 5  |
| West Ham     | 4  | 8  | 11 | 8  | 5  | 3  | 3  | 6  | 4  | 3  | 6  | 6  | 6  | 8  | 7  | 8  | 8  | 10 | 8  | 6  | 5  | 6  | 6  | 6  | 6  | 7  | 6  | 6  | 5  | 5  | 4  | 6  | 6  | 6  | 5  | 5  | 6  | 7  |
| Liverpool    | 5  | 3  | 3  | 7  | 10 | 13 | 9  | 10 | 10 | 9  | 8  | 10 | 9  | 6  | 8  | 9  | 9  | 8  | 7  | 8  | 9  | 9  | 7  | 8  | 9  | 8  | 7  | 7  | 7  | 7  | 7  | 7  | 7  | 7  | 7  | 8  | 8  | 8  |
| Stoke City   | 14 | 13 | 15 | 18 | 19 | 19 | 17 | 13 | 11 | 14 | 14 | 12 | 11 | 11 | 11 | 11 | 11 | 11 | 11 | 10 | 7  | 7  | 9  | 9  | 11 | 10 | 9  | 8  | 8  | 9  | 9  | 9  | 9  | 9  | 10 | 10 | 10 | 9  |
| Chelsea      | 8  | 16 | 10 | 13 | 17 | 15 | 14 | 16 | 12 | 15 | 15 | 16 | 15 | 14 | 14 | 16 | 15 | 15 | 14 | 14 | 14 | 14 | 13 | 13 | 13 | 12 | 11 | 10 | 10 | 10 | 10 | 10 | 10 | 10 | 9  | 9  | 9  | 10 |
| Everton      | 8  | 5  | 7  | 9  | 7  | 6  | 5  | 7  | 9  | 11 | 9  | 9  | 7  | 9  | 9  | 10 | 10 | 9  | 11 | 11 | 11 | 11 | 12 | 11 | 8  | 11 | 12 | 11 | 12 | 12 | 12 | 12 | 14 | 13 | 11 | 11 | 12 | 11 |
| Swansea      | 8  | 6  | 6  | 4  | 8  | 7  | 11 | 11 | 14 | 12 | 13 | 14 | 14 | 15 | 15 | 17 | 18 | 16 | 17 | 17 | 17 | 17 | 15 | 16 | 16 | 16 | 16 | 16 | 16 | 16 | 15 | 15 | 12 | 14 | 15 | 13 | 11 | 12 |
| Watford      | 8  | 12 | 14 | 17 | 13 | 10 | 12 | 12 | 15 | 13 | 11 | 11 | 13 | 12 | 10 | 7  | 7  | 7  | 9  | 9  | 10 | 12 | 10 | 10 | 10 | 9  | 10 | 12 | 13 | 14 | 14 | 14 | 15 | 11 | 12 | 12 | 13 | 13 |
| WBA          | 20 | 18 | 20 | 14 | 14 | 12 | 15 | 17 | 13 | 10 | 12 | 13 | 12 | 13 | 13 | 13 | 13 | 13 | 13 | 12 | 13 | 13 | 14 | 14 | 14 | 14 | 13 | 13 | 11 | 11 | 11 | 11 | 13 | 15 | 13 | 14 | 15 | 14 |
| Crystal P.   | 3  | 7  | 5  | 2  | 6  | 8  | 7  | 4  | 6  | 7  | 10 | 8  | 10 | 7  | 6  | 6  | 6  | 5  | 5  | 7  | 8  | 8  | 11 | 12 | 12 | 13 | 14 | 14 | 15 | 15 | 16 | 16 | 16 | 16 | 16 | 16 | 14 | 15 |
| Bournemouth  | 14 | 19 | 12 | 11 | 16 | 14 | 16 | 15 | 17 | 17 | 17 | 18 | 19 | 18 | 17 | 14 | 14 | 14 | 16 | 16 | 16 | 15 | 16 | 15 | 15 | 15 | 15 | 15 | 14 | 13 | 13 | 13 | 11 | 12 | 14 | 15 | 16 | 16 |
| Sunderland   | 17 | 20 | 19 | 19 | 18 | 18 | 20 | 19 | 20 | 18 | 19 | 19 | 18 | 17 | 19 | 19 | 19 | 19 | 19 | 19 | 18 | 19 | 19 | 19 | 19 | 19 | 19 | 18 | 17 | 17 | 17 | 18 | 18 | 17 | 17 | 17 | 17 | 17 |
| Newcastle    | 8  | 15 | 17 | 20 | 20 | 20 | 19 | 20 | 18 | 19 | 18 | 17 | 17 | 19 | 18 | 15 | 17 | 18 | 18 | 18 | 19 | 18 | 18 | 18 | 17 | 18 | 17 | 17 | 18 | 19 | 19 | 19 | 19 | 19 | 19 | 19 | 18 | 18 |
| Norwich City | 18 | 10 | 8  | 15 | 9  | 11 | 13 | 14 | 16 | 16 | 16 | 15 | 16 | 16 | 16 | 18 | 16 | 17 | 15 | 15 | 15 | 16 | 17 | 17 | 18 | 17 | 18 | 19 | 19 | 18 | 18 | 17 | 17 | 18 | 18 | 18 | 19 | 19 |
| Aston Villa  | 5  | 9  | 13 | 12 | 15 | 17 | 18 | 18 | 19 | 20 | 20 | 20 | 20 | 20 | 20 | 20 | 20 | 20 | 20 | 20 | 20 | 20 | 20 | 20 | 20 | 20 | 20 | 20 | 20 | 20 | 20 | 20 | 20 | 20 | 20 | 20 | 20 | 20 |

### Toeschouwers
| №      | Club                 | Totaal     | Duels | Gem    | +/–    | Record |
| ------ | -------------------- | ---------- | ----- | ------ | ------ | ------ |
| 1      | Manchester United    | 1.430.430  | 19    | 75.286 | –0,1%  | 75.415 |
| 2      | Arsenal              | 1.138.934  | 19    | 59.944 | –0,1%  | 60.084 |
| 3      | Manchester City      | 1.026.776  | 19    | 54.041 | +19,1% | 54.693 |
| 4      | Newcastle United     | 945.317    | 19    | 49.754 | –1,2%  | 52.311 |
| 5      | Liverpool            | 834.285    | 19    | 43.910 | –1,7%  | 44.228 |
| 6      | Sunderland           | 818.351    | 19    | 43.071 | –0,2%  | 47.653 |
| 7      | Chelsea              | 788.506    | 19    | 41.500 | –0,1%  | 41.642 |
| 8      | Everton              | 724.356    | 19    | 38.124 | –0,7%  | 39.598 |
| 9      | Tottenham Hotspur    | 679.741    | 19    | 35.776 | +0,1%  | 36.084 |
| 10     | West Ham United      | 663.291    | 19    | 34.910 | +0,2%  | 34.977 |
| 11     | Aston Villa          | 640.112    | 19    | 33.690 | –1,3%  | 42.200 |
| 12     | Leicester City       | 608.393    | 19    | 31.998 | +1,0%  | 32.242 |
| 13     | Southampton          | 584.266    | 19    | 30.751 | 0,0%   | 31.688 |
| 14     | Stoke City           | 523.148    | 19    | 27.534 | +1,7%  | 27.833 |
| 15     | Norwich City         | 512.470    | 19    | 26.972 | +3,1%  | 27.137 |
| 16     | Crystal Palace       | 468.083    | 19    | 24.825 | +1,7%  | 28.467 |
| 17     | West Bromwich Albion | 467.995    | 19    | 24.631 | –1,7%  | 26.313 |
| 18     | Swansea City         | 393.508    | 19    | 20.711 | +0,8%  | 20.972 |
| 19     | Watford              | 391.281    | 19    | 20.594 | +23,6% | 21.012 |
| 20     | Bournemouth          | 212.586    | 19    | 11.189 | +9,0%  | 11.386 |
| Totaal | Totaal               | 13.851.829 | 380   | 36.461 | +0,8%  | 75.415 |

### Scheidsrechters
| Naam             | Duels | Kreeg geel | Kreeg voor de tweede keer geel en dus rood | Weggestuurd |
| ---------------- | ----- | ---------- | ------------------------------------------ | ----------- |
| Mike Dean        | 33    | 106        | 4                                          | 5           |
| Anthony Taylor   | 31    | 107        | 1                                          | 4           |
| Mark Clattenburg | 30    | 95         | 2                                          | 4           |
| Martin Atkinson  | 29    | 99         | 1                                          | 0           |
| Mike Jones       | 29    | 85         | 3                                          | 1           |
| Craig Pawson     | 28    | 86         | 1                                          | 1           |
| Robert Madley    | 26    | 70         | 0                                          | 5           |
| Michael Oliver   | 26    | 90         | 2                                          | 3           |
| Roger East       | 25    | 71         | 1                                          | 0           |
| Jonathan Moss    | 25    | 72         | 3                                          | 2           |
| Andre Marriner   | 24    | 84         | 2                                          | 2           |
| Kevin Friend     | 21    | 62         | 2                                          | 2           |
| Lee Mason        | 21    | 53         | 1                                          | 1           |
| Neil Swarbrick   | 17    | 51         | 2                                          | 1           |
| Stuart Attwell   | 4     | 12         | 0                                          | 1           |
| Graham Scott     | 4     | 16         | 0                                          | 1           |
| Paul Tierney     | 4     | 12         | 0                                          | 0           |
| Keith Stroud     | 2     | 9          | 0                                          | 1           |
| Simon Hooper     | 1     | 1          | 0                                          | 0           |
| Totaal           | 380   | 1181       | 25                                         | 34          |

## Prijzen

### Maandelijkse prijzen
| Maand     | Manager van de maand  | Manager van de maand | Speler van de maand | Speler van de maand |
| Maand     | Trainer               | Club                 | Speler              | Club                |
| --------- | --------------------- | -------------------- | ------------------- | ------------------- |
| Augustus  | Manuel Pellegrini     | Manchester City      | André Ayew          | Swansea City        |
| September | Mauricio Pochettino   | Tottenham Hotspur    | Anthony Martial     | Manchester United   |
| Oktober   | Arsène Wenger         | Arsenal              | Jamie Vardy         | Leicester City      |
| November  | Claudio Ranieri       | Leicester City       | Jamie Vardy         | Leicester City      |
| December  | Quique Sánchez Flores | Watford              | Odion Ighalo        | Watford             |
| Januari   | Ronald Koeman         | Southampton          | Sergio Agüero       | Manchester City     |
| Februari  | Mauricio Pochettino   | Tottenham Hotspur    | Fraser Forster      | Southampton         |
| Maart     | Claudio Ranieri       | Leicester City       | Harry Kane          | Tottenham Hotspur   |
| April     | Claudio Ranieri       | Leicester City       | Sergio Agüero       | Manchester City     |

### Jaarlijkse prijzen

#### Premier League Manager van het seizoen
Claudio Ranieri (Leicester City)

#### Premier League Speler van het seizoen
Jamie Vardy (Leicester City)

#### PFA Team van het jaar
Het PFA Team van het Jaar was:
| Doel: David de Gea (Manchester United) Verdediging: Héctor Bellerín (Arsenal) Wes Morgan (Leicester City) Toby Alderweireld (Tottenham Hotspur) Danny Rose (Tottenham Hotspur) Middenveld: Riyad Mahrez (Leicester City) Dele Alli (Tottenham Hotspur) N'Golo Kanté (Leicester City) Dimitri Payet (West Ham United) Aanval: Harry Kane (Tottenham Hotspur) Jamie Vardy (Leicester City) |

#### PFA Speler van het jaar
Riyad Mahrez (Leicester City)

#### PFA Talent van het jaar
Dele Alli (Tottenham Hotspur)

#### FWA Voetballer van het jaar
Jamie Vardy (Leicester City)

## Trivia
- Jamie Vardy (Leicester City) werd de eerste speler ooit die 11 competitiewedstrijden op rij wist te scoren. Het oude record (10 competitiewedstrijden op rij) stond op naam van Ruud van Nistelrooij.

1888/89 · 1889/90 · 1890/91 · 1891/92 · 1892/93 · 1893/94 · 1894/95 · 1895/96 · 1896/97 · 1897/98 · 1898/99 · 1899/00 · 1900/01 · 1901/02 · 1902/03 · 1903/04 · 1904/05 · 1905/06 · 1906/07 · 1907/08 · 1908/09 · 1909/10 · 1910/11 · 1911/12 · 1912/13 · 1913/14 · 1914/15 · 1915/16 · 1916/17 · 1917/18 · 1918/19 · 1919/20 · 1920/21 · 1921/22 · 1922/23 · 1923/24 · 1924/25 · 1925/26 · 1926/27 · 1927/28 · 1928/29 · 1929/30 · 1930/31 · 1931/32 · 1932/33 · 1933/34 · 1934/35 · 1935/36 · 1936/37 · 1937/38 · 1938/39 · 1939/40 · 1940/41 · 1941/42 · 1942/43 · 1943/44 · 1944/45 · 1945/46 · 1946/47 · 1947/48 · 1948/49 · 1949/50 · 1950/51 · 1951/52 · 1952/53 · 1953/54 · 1954/55 · 1955/56 · 1956/57 · 1957/58 · 1958/59 · 1959/60 · 1960/61 · 1961/62 · 1962/63 · 1963/64 · 1964/65 · 1965/66 · 1966/67 · 1967/68 · 1968/69 · 1969/70 · 1970/71 · 1971/72 · 1972/73 · 1973/74 · 1974/75 · 1975/76 · 1976/77 · 1977/78 · 1978/79 · 1979/80 · 1980/81 · 1981/82 · 1982/83 · 1983/84 · 1984/85 · 1985/86 · 1986/87 · 1987/88 · 1988/89 · 1989/90 · 1990/91 · 1991/92 · 1992/93 · 1993/94 · 1994/95 · 1995/96 · 1996/97 · 1997/98 · 1998/99 · 1999/00 · 2000/01 · 2001/02 · 2002/03 · 2003/04 · 2004/05 · 2005/06 · 2006/07 · 2007/08 · 2008/09 · 2009/10 · 2010/11 · 2011/12 · 2012/13 · 2013/14 · 2014/15 · 2015/16 · 2016/17 · 2017/18 · 2018/19 · 2019/20 · 2020/21 · 2021/22 · 2022/23 · 2023/24 · 2024/25
Nationale competities:
Albanië · Andorra · Armenië · België · Bosnië en Herzegovina · Bulgarije · Cyprus · Denemarken · Duitsland · Engeland · Estland ('15 '16) · Faeröer ('15 '16) · Finland ('15 '16) · Frankrijk · Gibraltar · Griekenland · Hongarije · IJsland ('15 '16) · Ierland ('15 '16) · Israël · Italië · Kazachstan ('15 '16) · Kroatië · Letland ('15 '16) · Litouwen ('15 '16) · Luxemburg · Macedonië · Malta · Moldavië · Montenegro · Nederland · Noord-Ierland · Noorwegen ('15 '16) · Oekraïne · Oostenrijk · Polen · Portugal · Roemenië · Rusland · San Marino · Schotland · Servië · Slovenië · Slowakije · Spanje · Tsjechië · Turkije · Wales · Zweden ('15 '16) · Zwitserland
Europese competities: Super Cup 2016 · Champions League · Europa League